# Mardoniusz (imię)
Mardoniusz — imię męskie pochodzenia perskiego, którego patronem jest św. Mardoniusz, wspominany razem ze św. Migdoniuszem. 
Mardoniusz imieniny obchodzi 23 grudnia.
Znane osoby o tym imieniu:
- Mardoniusz, wódz perski podczas wojen persko-greckich w V w. p.n.e.